# Palácio da Justiça de Caracas

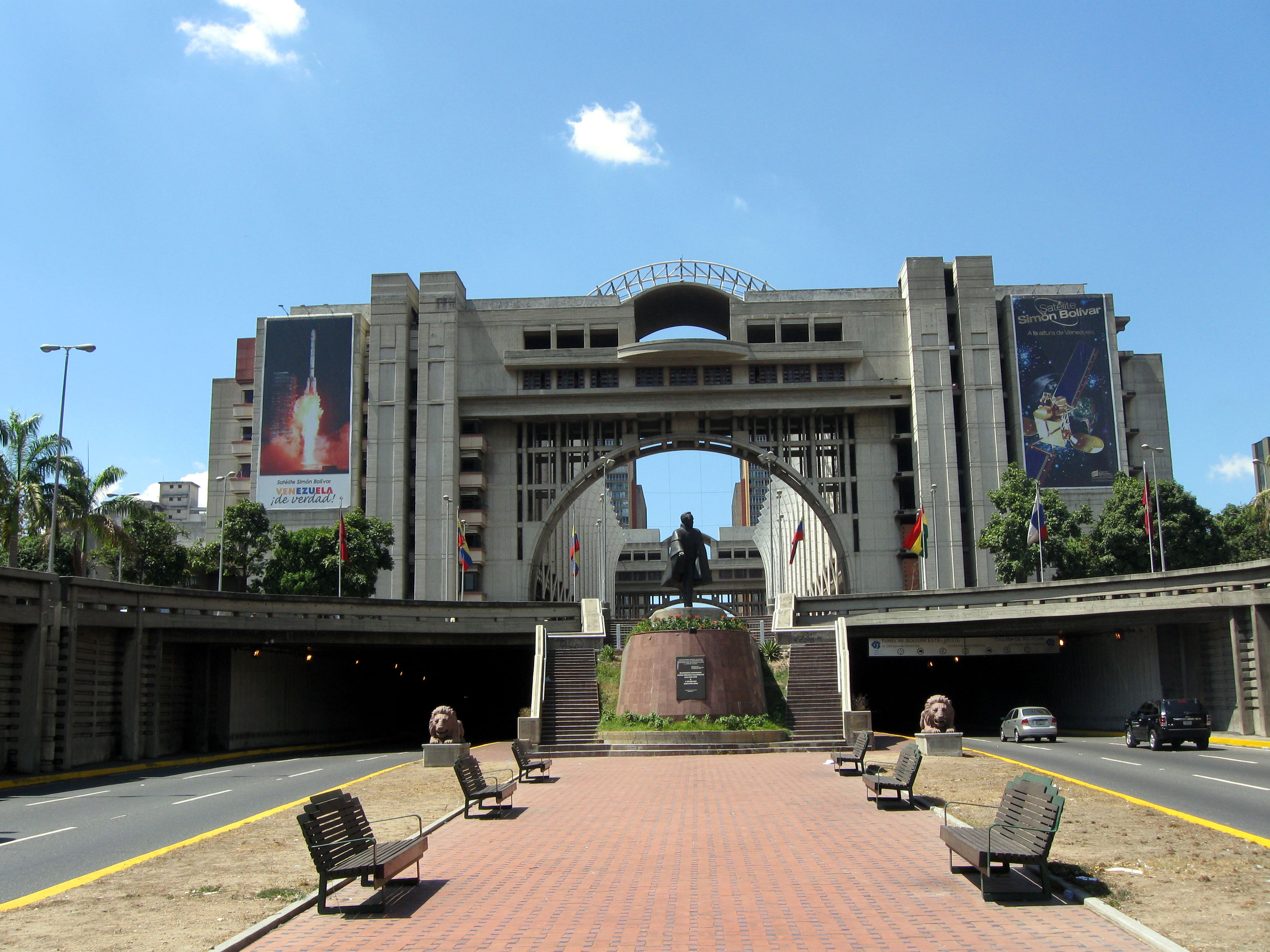
Palacio de Justicia de Caracas.

O Palácio da Justiça de Caracas (em castelhano:  Palacio de Justicia de Caracas) é um complexo governamental sediado na Avenida Bolívar, em Caracas, Venezuela. Abriga inúmeras salas de audiência e instalações judiciais que servem a área metropolitana. Projetado por Carlos Gómez de Llarena em 1983, tornou-se funcional em 2004.

## História

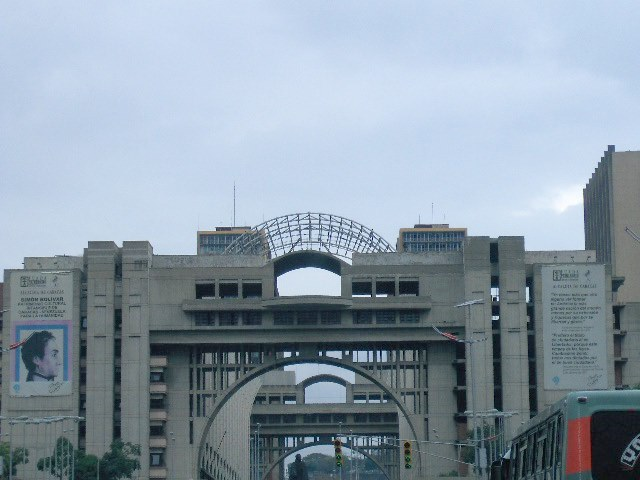
Vista do Palacio de Justicia de Caracas.

O principal aspecto dos planos apresentados pelo arquiteto Carlos Gómez de Llarena em 1983 foi o de fornecer uma área para pedestres acima da rodovia da Avenida Bolívar. Ao reconstruir o Centro Simón Bolívar, ocorreu o desenvolvimento de tribunais e edifícios administrativos em ambos os lados da estrada, ele foi capaz não apenas de completar o complexo por meio de uma ponte, mas também de adicionar galerias, parques e áreas de lazer, abrindo novas possibilidades para a cidade. A concepção do próprio Palacio consistiu em cinco andares; dois deles são conhecidos como o Edificio Sur (Edifício do Sul) ou Cruz Verde,  Edificio Norte (Edifício do Norte) ou Camejo, separados pela Plaza de la Justicia.
Em junho de 1992, apenas o edifício do Sul havia sido concluído. A parte norte da praça foi concluída em 1993, mas foi aberta apenas em 2004. No mesmo ano, anunciara-se que a construção não poderia retomar por decorrência do financiamento insuficiente para a conclusão. No ano seguinte, houve uma proposta para construir uma estrutura diferente para os tribunais em outra parte da cidade, mas esta proposta foi de imediato rejeitada.
Em março de 2004, um contrato de arrendamento de 50 anos foi assinado com o Centro Simon Bolívar, que prevê o complexo para ser reconstruído e utilizado exclusivamente pelo judiciário. Foi financiado conjuntamente com a extensão de 15 bilhões de bolívares: o Supremo Tribunal contribuiu com 8 bilhões de bolívares e o Centro Bolívar contribuiu com um saldo de 7 bilhões de bolívares.